# Página de resultados do mecanismo de pesquisa
Uma página de resultados do mecanismo de pesquisa (SERP - Search Engine Results Page) é uma lista de páginas web retornado por um mecanismo de pesquisa na resposta de uma consulta por uma palavra-chave. Normalmente, o resultado inclui uma lista de páginas web com títulos, um link para a página e uma breve descrição de localização das palavras, mostrando onde as palavras-chaves tem correspondência na página. Uma SERP pode se referir a uma única página de links retornados ou para o conjunto de todos os links retornados para uma pesquisa.

## Consulta na cache
Alguns mecanismos de busca armazenam na cache as páginas acessadas com maior frequência e as exibe em cache, em vez de uma nova página para aumentar o desempenho do mecanismo de pesquisa. Os mecanismos de buscas realizam periodicamente atualizações nos resultados de busca para dar conta de novas páginas e, possivelmente modificar o ranking das páginas no resultado da busca. A maioria dos resultados são estranhos e é necessário trabalho duro para  torná-los legíveis.
A atualização do resultado da busca pode demorar vários dias ou semanas que ocasionalmente, pode causar dados imprecisos ou desatualizados.

## Diferentes tipos de resultados
SERPs de mecanismos de buscas como o Google, o Yahoo!, o Bing, podem incluir diferentes tipos de anúncios: contextuais, algorítmicas ou listagens de busca orgânica, bem como listagens patrocinadas, imagens, mapas, definições, vídeos ou refinamentos de pesquisas sugeridas. Um estudo sobre a evolução das interfaces SERP de 2000 a 2020 mostra que as SERP estão a tornar-se mais diversificadas em termos de elementos, agregando conteúdo de diferentes verticais e incluindo mais elementos que fornecem respostas diretas.  
Os principais mecanismos de busca diferenciam visualmente os tipos de conteúdo específicos, tais como imagens, notícias e blogs. Muitos tipos de conteúdo têm modelos de SERP especializados e melhorias visuais na página principal do resultado da pesquisa.

### Consulta de pesquisa
Também conhecida como "cadeia de pesquisa do utilizador", trata-se de uma palavra ou conjunto de palavras que um utilizador introduz na barra de pesquisa de um motor de busca. Todos os principais motores de pesquisa, como o Google, Yahoo, Bing e Sogou, têm um campo de pesquisa. Os utilizadores especificam o tópico desejado escrevendo palavras-chave na caixa de pesquisa do motor de busca. 

### Resultados orgânicos
Os resultados da pesquisa orgânica são os resultados naturais gerados pelos motores de busca. Contêm páginas Web que correspondem à consulta. As páginas são ordenadas por relevância com base numa série de métricas, normalmente factores como a qualidade e a relevância do conteúdo, a especialização, a autoridade, a credibilidade do sítio Web e do autor no tópico, a facilidade de utilização e os backlinks.

### Resultados patrocinados
Vários dos principais motores de busca oferecem "resultados patrocinados" a empresas que podem pagar ao motor de busca para que os seus produtos ou serviços apareçam acima de outros resultados de pesquisa. Este processo é frequentemente efectuado sob a forma de concurso entre empresas, em que ganha quem fizer a melhor oferta. Um relatório da Comissão Europeia de 2018 afirma que os consumidores tendem a evitar estes resultados porque esperam que os resultados mais importantes numa página de um motor de pesquisa sejam patrocinados e, por conseguinte, menos relevantes.

### Pesquisa no Google
O Google Discover, anteriormente conhecido como Google Feed, é uma forma de fornecer aos utilizadores tópicos e informações sobre notícias na página inicial, abaixo da caixa de pesquisa.

### Fragmentos alargados
As descrições expandidas são apresentadas pelo Google nas páginas de resultados de pesquisa se um sítio Web tiver conteúdo com marcação de dados estruturados. A marcação de dados estruturados ajuda o algoritmo do Google a indexar e a compreender melhor o conteúdo. O Google suporta descrições avançadas para uma variedade de tipos de dados, incluindo produtos, receitas, análises, eventos, artigos de notícias e anúncios de emprego.

## Geração de SERPs
A maioria dos mecanismos de buscas como Google, Yahoo! e Bing usam principalmente o conteúdo contido na página para tags de metadados de uma página web para gerar o conteúdo que compõe um trecho da pesquisa. O título de tag html será usado como título do trecho, enquanto que os conteúdos mais relevantes ou úteis da página web (tag de descrição ou conteúdo da página) serão utilizados para descrição. Se a página não estiver disponível, a informação sobre a página pode ser utilizada a partir do dmoz.

## Monitoramento das SERPs
Desenvolvedores de páginas web utilizam a otimização do engenho de busca (SEO) para aumentar o ranking de seu site na SERP, através de uma palavra-chave específica. Como resultado, os webmasters verificam o SERP para acompanhar o progresso da otimização do engenho de busca. Para acelerar o processo de monitoramento, os programadores criaram softwares automatizados para rastrear várias palavras-chave para seu site.